# Thomas Oldham
Pour les articles homonymes, voir Oldham (homonymie).
Thomas Oldham (4 mai 1816, Dublin - 17 juillet 1878, Rugby) est un géologue anglo-irlandais.

## Biographie
Il fait ses études au Trinity College de Dublin et étudie le génie civil à l'Université d'Édimbourg ainsi que la géologie sous Robert Jameson .
En 1838, il rejoint l'Ordnance Survey en Irlande en tant qu'assistant en chef sous Joseph Ellison Portlock qui étudie la géologie de Londonderry et des environs.
Il découvre des empreintes rayonnantes en forme d'éventails dans la ville de Bray en 1840. Il les montre au paléontologue anglais Edward Forbes, qui les nomme Oldhamia. Forbes les déclare être des bryozoaires, mais des chercheurs ultérieurs les attribuent à d'autres plantes et animaux. Pendant un certain temps, ceux-ci sont considérés comme les plus anciens fossiles du monde.
Il devient conservateur de la Geological Society of Dublin et, en 1845, succède à John Phillips, neveu de William Smith, à la chaire de géologie du Trinity College de Dublin. Il est élu membre de la Royal Society en juin 1848 .
Il épouse Louisa Matilda Dixon de Liverpool en 1850. Il démissionne en novembre de la même année et prend le poste de premier surintendant du Geological Survey of India. Il devait être le premier des géologues irlandais à migrer vers le sous-continent. Il est suivi par son frère Charles, William King Jr., fils de William King, professeur de géologie au Queen's College de Galway ; Valentine Ball et plus de 12 autres géologues irlandais.
En Inde, il supervise un programme de cartographie axé sur les strates houillères. L'équipe de géologues fait des découvertes majeures. Henry Benedict Medlicott invente le terme « Gondwana Series » en 1872. Le fils aîné d'Oldham, Richard Dixon Oldham, distingue trois types de pression produits par les tremblements de terre : maintenant connus sous le nom d'ondes P (compression), S (cisaillement) et L (amour), sur la base de ses observations faites après le tremblement de terre du Grand Assam de 1897. Richard montre en 1906 les modèles d'arrivée des vagues et suggère que le noyau de la terre est liquide. Son fils cadet Henry devient lecteur en géographie au King's College de Cambridge.
Il lance également la Paleontologia Indica, une série de mémoires sur les fossiles de l'Inde. Pour ce travail, il recrute Ferdinand Stoliczka en Europe.
Oldham démissionne de son poste en Inde en 1876 en raison d'une mauvaise santé et se retire à Rugby en Angleterre. En reconnaissance des "services longs et importants de sa vie dans la science de la géologie", notamment Palaeontographica Indica, il reçoit la Médaille royale de la Royal Society . Il meurt le 17 juillet 1878 ,.